# Pere Mañach
Pere Mañach (Barcelona, 1870-c. 1940), fue el primer marchante de Pablo Picasso y mecenas de las obras de diseño de Josep Maria Jujol. 
Era heredero de una familia de industriales barceloneses. De ideales anarquistas, se instaló de joven en París, atraído por el movimiento cultural del momento.
Con una gran intuición para detectar nuevos talentos de la pintura joven, ayudó a jóvenes artistas catalanes.

## Marchante de Picasso en París
Mañach ayudó a Picasso a introducirse en el mercado de arte parisino y se convirtió en su primer marchante, ofreciéndole 150 francos mensuales por toda su obra de un año. 
Picasso se instaló en casa de Mañach, además de compartir un taller en el 130 del bulevar Clichy de París. Fruto de esta convivencia y del historial anarquista de Mañach, Picasso fue objeto de investigaciones por parte de la policía francesa.
Picasso pintó en 1901 un retrato al óleo, expuesto en las galeries Vollard, en el que la figura contorneada de Petrus Manach oculta en realidad a Mañach vestido de torero. El Retrato de Pere Mañach se encuentra actualmente expuesto en la Galería Nacional de Arte de Washington D. C..
Fue Mañach quien presentó a Picasso al poeta Max Jacob, con el que tendría una amistad de por vida.
Picasso y Mañach rompieron su relación profesional en 1902, aunque Mañach todavía preparó ese año en París una exposición de pinturas y pasteles en la galería Berthe Weill, del 1 al 15 de abril, con obras de Picasso y Lemaire, otra en junio en la misma galería con obras de Picasso y Matisse y, en una exposición colectiva organizada de nuevo por Mañach en la galería Berthe Weill del 15 de noviembre al 15 de diciembre, Picasso mostró sus pinturas azules por primera vez.

## Barcelona, Gaudí y Jujol
A la muerte de su padre, Mañach asumió la dirección del próspero negocio familiar, dedicado a la fabricación de cerraduras de seguridad, cajas de caudales y artículos de cerrajería. 
No obstante, Mañach no dejó de estar en contacto con el arte moderno y en 1911 decidió crear la «Botiga Mañach», en la calle de Ferran 57. Se trataba de una tienda de objetos decorativos y confió a Jujol la decoración, el mobiliario y buena parte de los objetos que se vendían. Gaudí, amigo personal de Mañach, le había presentado a Josep Maria Jujol, que en aquel momento despuntaba como ayudante suyo en la casa Milà, diseñando las esculturas en forja de los balcones y los techos del piso principal.
A partir de ese encargo se estableció una relación entre ambos que llevaría a Jujol a construirle en 1916 los «Talleres Mañach», en la calle Riera de Sant Miquel 394 de Barcelona.
En 1922 Mañach se casó con Josefa Ochoa Meya, instalándose en la Ronda de San Pedro de Barcelona. Jujol se hizo cargo de algunos de los muebles de su casa, concretamente de los del comedor, el dormitorio y una sala de música.
Pere Mañach era uno de los que acompañaron a Gaudí en sus últimas horas y lanzó a los jóvenes arquitectos presentes la idea de reunir toda la documentación posible, materiales de estudio, etc., para crear la semilla de una escuela gaudinista.